# Pandora's Music Box
Pandora's Music Box was een invloedrijke serie tweedaagse muziekfestivals, georganiseerd in de Rotterdamse Doelen in het najaar van 1983, 1984 en 1985. Het concept was geïnspireerd door het Britse Futurama festival en wordt beschouwd als voorloper van het eenmalige Ein Abend in Wien (in 1991), en A Camping Flight to Lowlands Paradise (sinds 1993).

## Edities

### 1983
De eerste editie vond plaats op 2 en 3 september 1983. In totaal waren er 24 acts gecontracteerd die in drie zalen optraden: de kleine zaal, de feestzaal en de grote zaal. Publiekstrekkers waren Siouxsie and the Banshees (met gitarist Robert Smith van the Cure in de gelederen), en Virgin Prunes (met Gavin Friday). Verder speelden onder meer Die Haut (met Nick Cave als gastzanger), Big Country, Niew Hip Stilen uit Rotterdam, Peter Hammill (van Van der Graaf Generator), Howard Devoto, SPK, Clock Dva, Durutti Column, Spear of Destiny, W.A.T. en the Armoury Show.

### 1984
De tweede editie vond plaats op 21 en 22 september 1984. Er waren 38 acts gecontracteerd die in vier zalen optraden: de grote box, de kleine box, de garage box en de mini box. Publiekstrekkers waren The Sound, The Gun Club, Tom Verlaine (van Television), John Cale (van The Velvet Underground). Andere acts waren onder meer Billy Bragg, Psychic TV, het Rotterdamse KIEM, New Model Army en The Fall. Vreemde eend in de bijt was Bronski Beat dat net met "Smalltown Boy" een grote hit had.
Claw Boys Claw deed een van haar eerste optredens buiten Amsterdam op het festival.

### 1985
De derde en laatste editie vond plaats op 11 en 12 oktober 1985. Er waren 33 acts gecontracteerd die verspreid over vier zalen optraden: de big hall, small hall, dance hall en mini box. Publiekstrekkers waren Nick Cave and the Bad Seeds, Echo and the Bunnymen en The Cult. Verder speelden onder andere Einstürzende Neubauten, Tex and the Horseheads, Sonic Youth, Butthole Surfers en een jonge Chris Isaak.
The Jesus and Mary Chain waren gecontracteerd maar speelden uiteindelijk niet. De nog piepjonge Fatal Flowers speelden vroeg op de tweede avond in de dance hall.
Alle bezoekers van de laatste editie werden bij binnenkomst verplicht gefotografeerd. Over de uiteindelijke bestemming van deze foto's deden vele verhalen de ronde, maar inmiddels is een deel ervan te zien op de site van Het Geluid van Rotterdam.

## Verschijnselen
Naast bands waren er op de festivals ook zogenaamde "verschijnselen" te zien: vervreemdende ervaringen die bezoekers op het verkeerde been moesten zetten. Zo liepen er zowel dubbelgangers van de Nederlandse koninklijke familie als een kudde schapen rond (1984) en serveerde een dame in een tank met blauwe vloeistof hieruit drankjes (1985).

## Opnamen
Alle drie de edities werden door VARA en VPRO opgenomen en beide omroepen zonden gedeelten van de optredens uit op de radio. Een aantal van deze opnamen vond zijn weg naar het publiek via bootleg-lp's en -cd's, terwijl een klein deel officieel werd uitgebracht.
Drie nummers van SPK in 1983 werden uitgebracht op de box Dokument III0 1979-1983. Een deel van het optreden van Durutti Column werd in 2018 ter gelegenheid van Record Store Day op doorzichtig vinyl uitgebracht als bonus bij de LP Another Setting.
Een deel van het optreden van the Gun Club in 1984 is uitgebracht op Danse Kalinda Boom. Twee nummers van the Sound werden uitgebracht op de cd-uitgave van In the Hothouse. Het volledige optreden van Psychic TV is uitgebracht op Paramartha. Het volledige optreden van the Fall is uitgebracht op de omnibus-editie van The Wonderful and Frightening World of.
Het volledige optreden van Nico in 1985 is uitgebracht op de dubbel-lp Behind the Iron Curtain (die dus niet in Oost-Europa is opgenomen, zoals de hoes foutief vermeldt). Het volledige optreden van the Legendary Pink Dots is door de band zelf uitgebracht via Bandcamp. Twee nummers van the Jeffrey Lee Pierce Quartet kwamen als bonustracks terecht op Wildweed.